# 清水七郎
清水七郎（1901年1月5日—？），東京帝國大學畢業，為日本昭和前期之台灣日治時期政府官員，他於1944年奉令接替森田俊介擔任台灣台中州知事。管轄今台中市、台中縣、彰化縣、南投縣等區域。
1945年，台灣日治時期結束，台中州區劃予以更名取消。他亦為末任知事。
| 前任： 森田俊介 | 台中州知事 1944年上任 | 繼任： 無（末任） |